# Az amerikai képregény ezüstkora

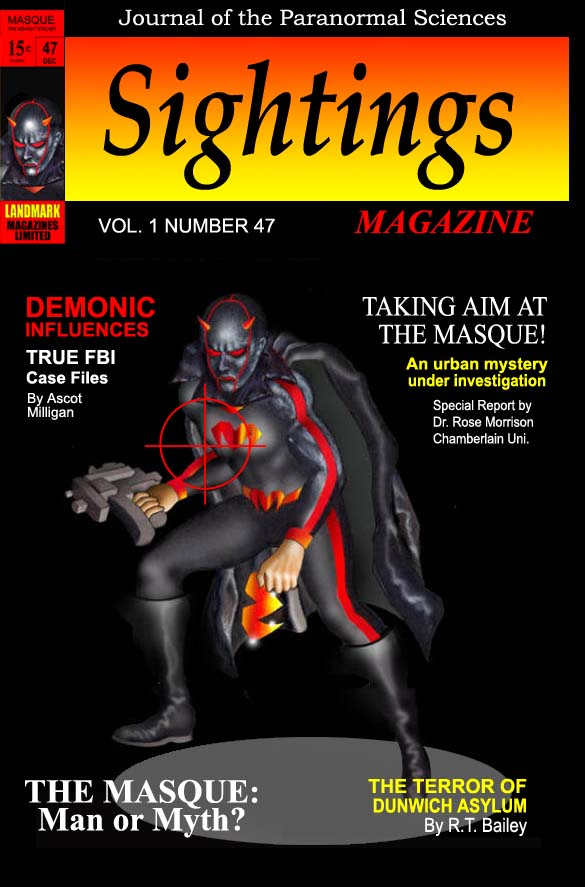

Az amerikai képregények ezüstkora a művészi fejlődés és kereskedelmi sikerek korszaka volt az Amerika történetében, elsősorban a szuperhős-műfaj tekintetében. A képregény aranykorát és a rövid ideig tartó atomkorát követő ezüstkort, melyet általánosan 1956 és az 1970-es évek közé helyeznek, a bronzkor, majd pedig a modern kor követte. A korszakban számos neves képregényíró és művész alkotott, köztük Stan Lee és Denny O’Neli írók, valamint Jack Kirby és Neal Adams rajzolók.
A fiatalkorú bűnözés ösztönzőjeként megvádolt szuperhős-képregények népszerűsége jelentősen visszaesett a második világháborút követő években. Az 1954-ben létrehozott Comics Code Authority, melynek szabályozásai és tiltásai minden képregényre kiterjedtek, a szuperhősök-műfajának és hőseinek újjáéledéséhez vezettek, akik közül az első a DC Comics Flash nevű szereplőjének új változata volt, aki az 1956 októberében megjelent Showcase 4. számában mutatkozott be. A megnövekedett kereslet miatt a DC újabb és újabb szuperhős-sorozatokat adott ki, melyek sikerei után a Marvel Comics 1961 novemberében kiadta a szintén mérföldkőnek számító Fantastic Four első számát. A képregény ezüstkora egyike a képregénygyűjtők által leginkább kedvelt időszakoknak, melyből 2008-ig az Amazing Fantasy 15. száma volt, melyben először szerepelt a mára világméretű ismertségre és népszerűségre szert tett Pókember.
Az időszak egyik legfontosabb jelensége a szuperhősök bemutatásának és ábrázolásának módjának fejlődése. A történetekben a tudományos fantasztikum és a földönkívüliek egyre inkább kiszorították az isteneket és a mágiát. A DC Comics módszeresen újította meg és támasztotta fel szuperhőseit 1955 és 1960 között. A Marvel Comics a növekvő érdeklődést kihasználva a szuperhősök iránt kifinomult történeteivel és jellemábrázolásaival használta ki. Az előző korokkal összehasonlítva, az ezüstkor szereplői „tökéletlenek voltak és kételkedtek önmagukban”. A fiatal gyerekeket, fiúkat és lányokat egyaránt szintén több kiadó célozta meg képregényfüzeteivel az ezüstkor során, mint például a Harvey Comics Little Dot című sorozatával. A felnőtteknek szánt underground képregények is szintén ebben az időszakban kezdtek szélesebb körben elterjedni. Az ezüstkor végének meghatározása igen széles határok között mozog, melyet legtöbbször a DC Green Lantern című sorozatában eszközölt változtatások idejére, vagy Pókember barátnőjének, Gwen Stacy-nek 1973-ban, a The Amazing Spider-Man oldalin bekövetkezett halálának időpontjában szoktak meghatározni.

## Az elnevezés eredete
Michael Uslan képregénytörténész és filmproducer az „ezüstkor” elnevezés forrását az 1966 februárjában megjelent (a borítón szereplő dátummal ellentétben a füzet 1965. december 9-én került forgalomba) Justice League of America 42. számának levelezőrovatáig vezeti vissza. Scott Taylor a connecticuti Westportból írt levelében a következő megjegyzés olvasható: „Ha folytatjátok az aranykor (1930-as és 1940-es évek) hőseinek feltámasztását, akkor húsz év múlva az emberek ezt a korszakot az ezüst hatvanasoknak fogják hívni!” Uslan véleménye szerint az olimpiai játékok érmeinek természetes arany-ezüst-bronz hierarchiája rögződött ezekben a megnevezésekben. „A rajongók körében hamar elterjed, mint az aranykor ezüstkorának megnevezése. A kifejezés hamar megtalálta a helyét az általunk használt köznyelvben, és kiszorította az olyan elnevezéseket, mint például „a képregények második hősies kora” vagy a képregények „modern kora”. Az árusoknak sem kellett sok idő … hogy az aranykor képregényei, vagy az ezüstkor képregényei néven árulják füzeteket.”

## Az ezüstkor történeti áttekintése

### Háttere
A második világháború folyamán a képregények olcsó és könnyen hozzáférhető, szórakozást és menekülést jelentettek az amerikai csapatok számára az aranykor 1930-as és 1940-es éveiben. Ennek az időszaknak a szülötte számos ma is ismert és népszerű szuperhős, köztük Superman, Batman, Wonder Woman és Amerika Kapitány. Az aranykort követő atomkor 1945-től 1956-ig terjedő rövid időszakát követően a képregényeket egyre több támadás és kritika érte a fiatalkorú bűnözés ösztönzése vádjával, bár a bűnözés növekedése jóval szorosabb és közvetlen kapcsolatban volt a népesség növekedésével. Mivel a fiatalkorú elkövetők elismerték, hogy olvastak képregényeket, a közös pont miatt többen ebben a médiumban vélték felfedezni a társadalmi probléma gyökereit. Frederic Wertham pszichológus 1954-ben megjelent Seduction of the Innocent című könyvében a fiatalkorú bűnözők számának növekedéséért való felelősséget a szülőkről a gyermekekre, és az általuk olvasott képregényekre hárította. Ezek a vádak végül a képregényipar hanyatlásához vezettek. A növekvő társadalmi nyugtalanság és aggodalom miatt 1954-ben megalapították a Comics Code Authority szervezetét, mely szigorúan szabályozta a képregények képi és írott tartalmát. A Comics Code bevezetése egy új kor kezdetét jelentette a képregények történetében.

### A DC Comics a képregények ezüstkorában
Az amerikai képregények ezüstkora a DC Comics Showcase című sorozatának 4. számával, az aranykor Flash nevű szuperhősének modern kori változatának bemutatásával vette kezdetét 1956 októberében. Ebben az időben a kiadónak már csak három szuperhőse, Superman, Batman és Wonder Woman szerepelt folyamatosan megjelenő saját képregényfüzeteikben. A DC Comics írójának, Will Jacobs-nak a visszaemlékezése szerint Superman „nagy mennyiségben, de alacsony minőségben” volt elérhető. Batman esetében valamivel jobb volt a helyzet, de füzetei összehasonlítva az 1940-es években megjelent korai példányok „kalandos légkörével” már „unalmasak” voltak. Miután Wonder Womant elhagyta régi írója és rajzolója, történetei is elveszítették „egyediségüket” és „érdekességüket”. Jacobs a Showcase negyedik számának feltűnését az újságos standokon úgy írta le, hogy a füzetek „könyörögtek, hogy vegyék meg őket”; a borítón egy tekergő filmszalag egyes kockáin a Flash volt látható, aki olyan gyorsan futott, hogy kiszaladt a filmszalagról. A szereplő Julius Schwartz szerkesztő, Gardner Fox író és Carmine Infantino rajzoló munkája révén született újjá.

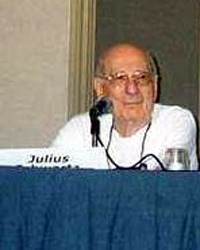
Julius Schwartz, az ezüstkor egyik jelentős szereplője volt a DC munkatársaként.

A Showcase negyedik számának sikerét követően Schwartz szerkesztői ideje alatt az 1940-es évek szuperhősei közül többet is átdolgoztak, köztük a Zöld Lámpást, az Atomot, és a Sólymot, valamint az Amerikai Igazságligát is. A DC jelentős rajzolói ebben az időben Murphy Anderson, Gil Kane és Joe Kubert voltak. Az átdolgozott szereplőknek csupán a nevük maradt azonos; jelmezeiket, környezetüket és titkos személyazonosságukat mind megváltoztatták, képességeik eredetére kitalált tudományos magyarázatok születtek, melyek az esetek többségében felváltották a történeteket korábban uraló mágiát és varázslatot. Schwartz rajongása a tudományos fantasztikum műfaja iránt sugalmazta a Zöld Lámpás új megjelenését is. A szuperhős aranykori megtestesülése Alan Scott, egy vasúti mérnök volt, aki egy mágikus lámpa erejével feltöltött gyűrűnek köszönhette képességeit. Az ezüstkor modern Zöld Lámpásának, a tesztpilóta Hal Jordannek egy földönkívüli akkumulátor által táplált gyűrű szolgáltatta erejét, melyet egy intergalaktikus rendőri szervezet alkotott meg.
Az 1950-es évek közepéig a DC szuperhősei úgy jelentek meg, mint különböző, alternatív Földek lakói. Az ezüstkor alkotói az aranykor szereplői által benépesített világ megnevezésére megalkották a „Kettes-Föld” jelzőt, míg az ezüstkor hőseit az „Egyes-Föld” lakóiként nevezték meg. Az írók később azzal az ötlettel álltak elő, miszerint a két valóságot egy rezgő mező választja el, melyet át lehet lépni, ha az éppen aktuális történet cselekménye úgy kívánja, hogy az eltérő világok hősei egyesíthessék erejüket.
Bár általában Flash-t tartják az ezüstkor első szuperhősének, valójában a Marsbéli Vadász megjelenése a Detective Comics 225. számában majd egy évvel megelőzte a Showcase negyedik számát, így több, a témával foglalkozó történész őt tekinti az elsőnek. Ezt a nézetet természetesen nem mindenki osztja. Craig Shutt, a Comics Buyer’s Guide Ask Mister Silver Age rovatának szerkesztője felhívja rá a figyelmet, hogy a Marsbéli Vadász első szereplése alkalmával egy nyomozó volt, aki földönkívüli képességei segítségével oldotta meg a rejtélyeket. Bár utólag valóban az Amerikai Igazságliga tagjai között szerepelt, eredetileg csupán egy „szokatlan nyomozó” volt, akárcsak a DC többi hasonló kortárs szereplője, akik „televíziós nyomozók, indián nyomozók, természetfeletti nyomozók, és állati nyomozók” voltak. Schutt megítélése szerint a Marsbéli Vadász csak akkor vált szuperhőssé, mikor az 1959 novemberében megjelent Detective Comics 273. számában szert tett egy titkos személyazonosságra és a szuperhősökre jellemző öltözékre. „Ha nem jött volna a Flash, erősen kétlem, hogy a Marsbéli Vadász képes lett volna a szuperhősök új korát jelző változások élére állni a Detective oldalain betöltött kisegítői szerepköréből.” – írta Schutt. Egy másik szuperhős, aki megelőzte Flash-t Captain Comet volt, aki az 1951 júniusában megjelenő Strange Adventures 9. számában szerepelt először. A Comic Book Resources egyik rovatának írója, Steven Grant őt tartja számon az amerikai képregényeinek ezüstkorának első szuperhőseként.

### A Marvel Comics a képregények ezüstkorában

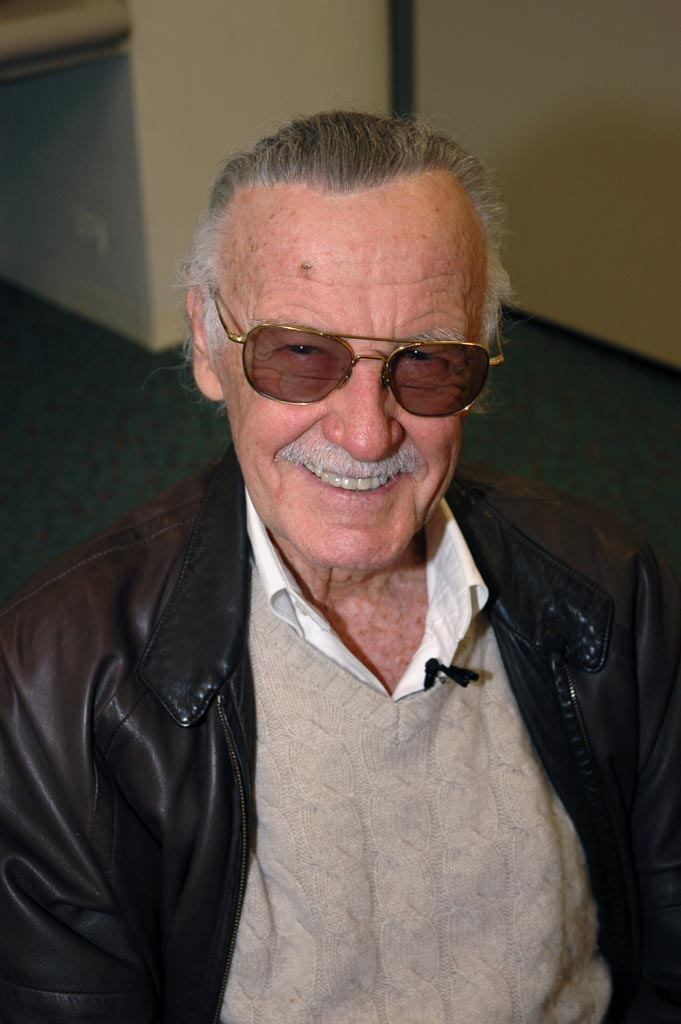
Stan Lee a korszak egyik nagy hatású írója, a Marvel Comics munkatársa.

A DC Comics a szuperhősei előretörésének lendületét az 1960-as években az Amerikai Igazságliga csapatának létrehozásával fokozta, melyek a kiadó legnépszerűbb álarcos igazságtevőit tömörítette. A szuperhőscsapat füzetének igen kedvező eladási mutatóiról Martin Goodman, a Timely és az Atlas kiadója is tudomást szerzett, és a trendet követve arra utasította szerkesztőjét, Stan Leet, hogy hozzon létre egy olyan képregénysorozatot, melynek egy szuperhőscsapat a főszereplője. „Martin megemlítette, hogy észrevette, hogy a National Comics által kiadott egyik füzet jobban fogy, mint a többi. A sorozatot címe Justice League of America volt és egy csapat szuperhős szerepelt benne. … »Ha a Justice League sikeresebb«, mondta, »mért nem adunk ki mi is egy füzetet, aminek egy csapat szuperhős a főszereplője?«” – emlékezett vissza az esetre Stan Lee 1974-ben. A Marvel Comics Lee által megalkotott szuperhőscsapat a Fantasztikus Négyes lett.
Az író/szerkesztő Stan Lee és a rajzoló/társíró Jack Kirby és Steve Ditko vezetésével a Marvel szintén elindult a felemelkedés útján. A Marvel a gyerekek mellett a kamaszokat és az idősebb olvasókat is megcélozta füzeteivel a dinamikus történetbonyolítás és a jóval kifinomultabb jellemábrázolás bevezetésével a szuperhős-képregényekbe. A The Fantastic Four sikere után Lee és a kiadó rajzolói a következő két és fél év során tizenegy új sorozatot hoztak létre, amiknek főszereplői között ott voltak a kiadó idővel legnépszerűbbé vált hősei, így Pókember és a Hulk is. A kiadónak az ezüstkor során született más, máig népszerű hősei között volt Vasember, Thor, Fenegyerek, az X-Men, valamint a Marvel saját legnagyobb hőseit tömörítő csapata, a Bosszú Angyalai. Amerika Kapitány, az aranykor egyik hőse az Avengers negyedik számában, 1964 márciusában tért vissza a képregényfüzetek oldalaira.
Az IGN egyik írója és képregénytörténésze, Peter Sanderson a DC 1960-as évekbeli tevékenységét egy nagy hollywoodi filmstúdiójához hasonlította. A kiadó ugyan megújította a szuperhős-műfajt, de az évtized későbbi részében már ötlethiányban szenvedett. A képregények olvasói már nem kizárólag a gyerekek közül kerültek ki. Sanderson a Marvel tevékenységét ebben az időszakban inkább a francia új hulláméhoz hasonlította, melyben új módszereket fejlesztette ki egy történet elbeszélésére és olyan olvasókat is meghódítottak, akik már kamaszok, vagy annál is idősebbek voltak. Ezzel a képregényírók és rajzolók következő nemzedékeire is hatással voltak. Craig Shutt képregénytörténész véleménye szerint a DC hősei egyenesek és nyíltak voltak egymással szemben, és nem vesztegették az időd ha egy közös ellenség legyőzése érdekében kellett együtt dolgozniuk. Ezzel szemben a Marvel szuperhősei kevésbé bíztak meg egymásban, igen gyakran először egymásban is ellenfelet láttak, mielőtt felismerték, hogy csak együtt győzhetik le közös ellenségüket. A DC megközelítésében a hősök erőszak nélkül tisztázták nézetkülönbségeiket, míg a Marvel az „ősöreg és gyerekes kíváncsiságot” elégítette ki, hogy vajon egy harc során melyik hős maradna végül talpon.

### Más kiadók
A Harvey Comics az Egyesült Államok egyik legnagyobb képregénykiadója 1956 után, a Comics Code bevezetését követően kénytelen volt megszüntetni horror-képregényeinek kiadását és új célközönséget keresni füzetei számára. Új kiadványaival a hat és tizenkét év közötti gyermekeket célozta meg, elsősorban a lányokat, olyan szereplőkkel mint például Richie Rich, Casper, a barátságos kísértet és Little Dot. A kiadó számos képregényfüzetének kislányok voltak a főszereplői, akik „ellenszegültek a sztereotípiákkal és az elfogadás üzenetét közvetítették a mássággal szemben”. Más kiadók, mint például a Dell Comics és a Gold Key Comics szintén hasonló változtatásokat hajtottak végre kiadványaik körében. Bár a Harvey Comics szereplői számos, nosztalgikus érzést keltő filmnek és más reklámterméknek voltak ihletői, a kiadó füzete korát sem annyira keresettek a gyűjtök körében mint a DC és Marvel ezüstkori kiadványai.
A DC és a Marvel sikereit követően az Archie Comics is elkezdte megjelentetni saját szuperhőseinek történeteit. Archie Adventure, később pedig Mighty Comics sorozatában olyan hősöket mutatott be, mint a Fly, a Jaguar, valamint a Shield, aki egykor az aranykor képregényhősei közé tartozott. A Bosszú Angyalai és az Amerikai Igazságliga népszerűsége nyomán az Archie Comics is megalkotta saját bajnokaiból álló csapatát Mighty Crusaders néven, melyben Comet és Flygirl, két, saját sorozattal nem rendelkező szereplő is helyet kapott. Az Archie sorozatai keverték a szuperhősök tipikus világát az 1960-as évek Batman-televíziós sorozatának camp-stílusával.
A The New York Times írójának, John Strausbaugh-nak a témában írt cikke szerint míg a tradicionális képregénytörténészek az aranykort igen gazdagnak tartják, addig az ezüstkor jelentőségét csak az underground-képregények felvirágzása miatt tartják említésre méltónak. Bizonyos vélemények szerint ezek az underground alkotások azért nevezhetőek művészetnek, mivel jellemzően azoknak írója és rajzolója egyetlen személy volt; ilyen alkotók voltak például Robert Crumb és Gilbert Shelton, akiknek munkáit gyakran „nyersnek” és „ösztönösnek” nevezik. Míg az ezüstkor képregényeinek túlnyomó többsége tisztán fantázia volt, addig az underground-képregények a felnőtt olvasókat célozták meg. Ezek az alkotások a kor ellenkulturális mozgalmait tükrözték, ideiglenes kiadók nyomtatták és headshopok terjesztették őket.

### A korszak vége

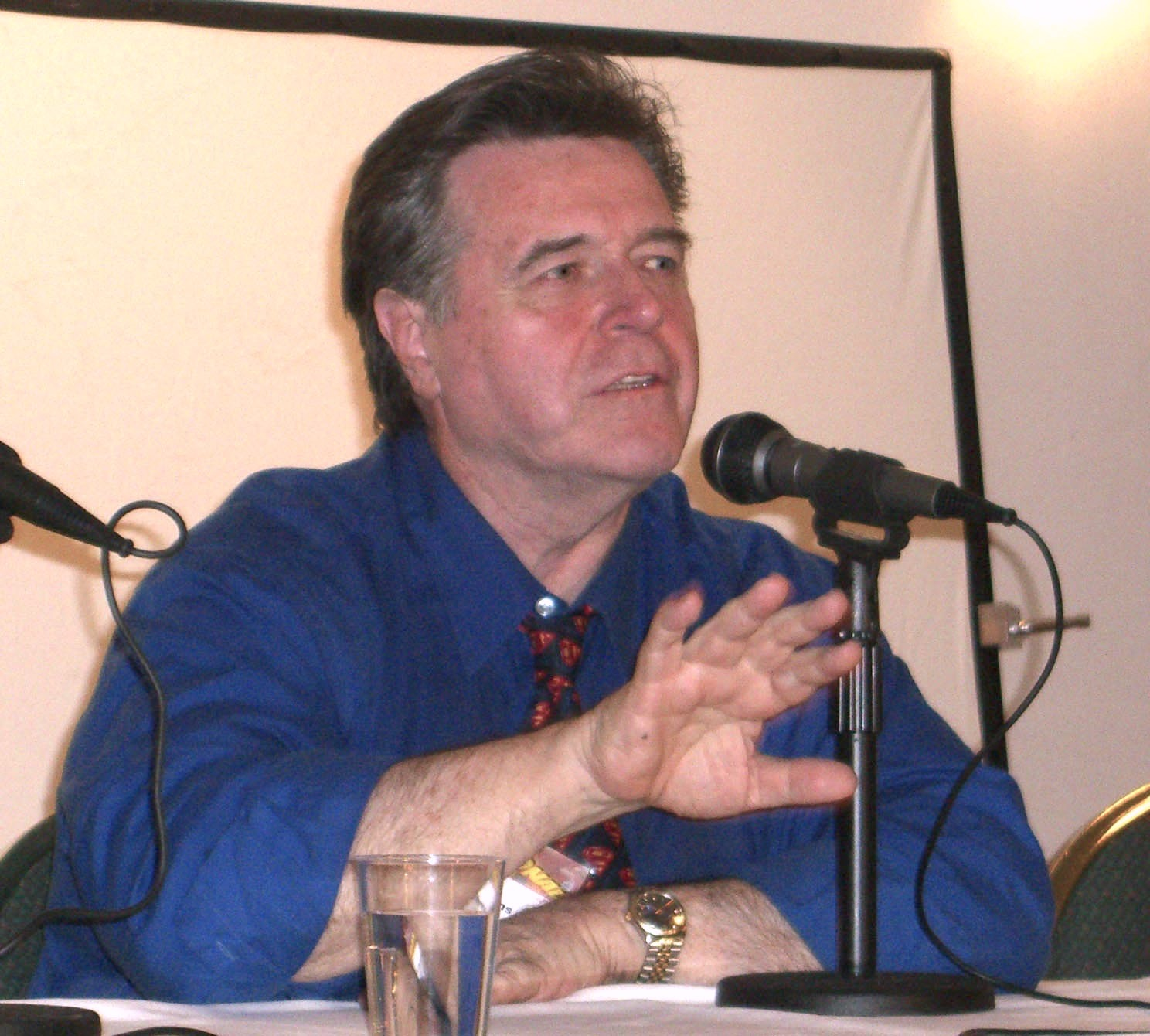
Neal Adams munkásságának kezdete a Green Lantern című sorozaton jelzi egyes vélemények szerint a ezüstkor végét.

Az amerikai képregény ezüstkorának végét jelző időpontról és eseményekről megoszlanak a vélemények. Az egyik ilyen lehetséges időpont 1969, az év, amikor az egyes képregényfüzetek még tizenkét centes áron voltak kaphatóak. Ezzel szemben mások a korszak végét annak kiemelkedő kiadóinak, a Marvel és DC Comics egyes történeteihez és alkotóihoz kötik. Will Jacobs az ezüstkor végét Julius Schwartzhoz, ahhoz az emberhez társítja, akinek a munkássága nagyban hozzájárult annak kezdetéhez. Jacobs véleménye szerint ez az időpont 1976 április, mikor Schwartz a Green Lanter-sorozatot annak romló eladási mutatói miatt Denny O’Neilnek és Neal Adams-nek adta át. John Strausbaugh az ezüstkor végét szintén a Zöld Lámpás sorozatához köti. Megfigyelése szerint a szereplő az 1960-as években a korra jellemző túláradó optimizmust képviselte. „Senki a világon nem feltételezné, hogy egy pillanat alatt képes vagyok átalakulni a Zöld Lámpássá, hihetetlen erejű gyűrűmmel és legyőzhetetlen zöld sugaraimmal. Hihetetlen micsoda érzés ez!” – mondta Hal Jordan, az új Zöld Lámpás egyik korai történetében. Ezzel szemben 1972-re a képregényszereplő lelkesedése fakulni kezdett: „Azok a napok elmúltak, elmúltak örökre mikor még bizakodó voltam, eltökélt … olyan fiatal voltam … olyan biztos benne, hogy nem követhetek el hibát! Fiatal és beképzelt, ez volt a Zöld Lámpás. Nos, azóta megváltoztam. Már öregebb vagyok … talán bölcsebb is, … és kevésbé boldog.” Strausbaugh cikke szerint az amerikai képregények ezüstkora „ezzel a sirámmal ért véget”. Arnold T. Blumberg az ezüstkor végét 1973 júniusára teszi, a The Night Gwen Stacy Died című történet megjelenésének idejére, melyen Pókember barátnőjét, Gwen Stacy-t meggyilkolja a Zöld Manó. Blumberg véleménye szerint az „ártatlanság kora” ekkor ért véget egy „olyan csattanással, melyet a képregények világában mindenhol hallani lehetett – a csontok rémítő és visszataszító roppanásával, mely Gwen Stacy halálát adta hírül.”

## Az ezüstkor hatása és hagyatéka

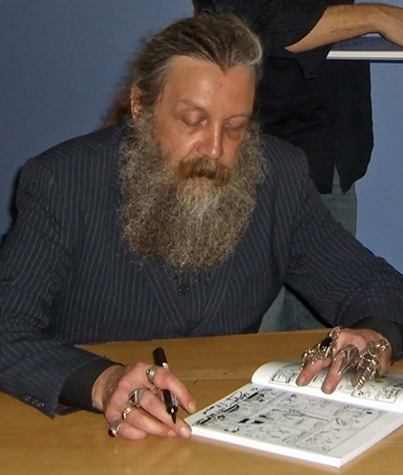
Alan Moore 1986-os Whatever Happened to the Man of Tomorrow? című története indította el a „neoezüst-mozgalmat”.

Az amerikai képregény ezüstkorát a bronzkor követte. A váltás konkrét oka és pillanata nem tisztázott, de számos lehetséges magyarázata létezik. Ezeket általában különböző alkotókhoz vagy kiadványokhoz társítják. Az utóbbi esetében gyakran a Marvel Comics által 1970 októberében kiadott Conan the Barbarian első számát és a DC által 1970 áprilisában kiadott Green Lantern/Green Arrow 76. számát szokták megnevezni, mint a bronzkor első képregényfüzeteit. A előbbi esetben a váltás pillanatának tekinthető mikor 1970-ben Jack Kirby elhagyta a Marvelt és a DC Comics-nál folytatta munkásságát, valamint Mort Weisinger visszavonulása szintén ugyanennek az évnek a folyamát. Az bronzkor kezdetét jelezheti a horror-képregények és történetek ismételt megjelenése és térhódítása is. Arnold T. Blumberg véleménye szerint a váltás egy hosszabb folyamat volt, mely az 1960-as évek vége és 1973 között zajlott le, majd pedig Gwen Stacy halálával ért véget, amely „egy olyan esemény volt, amit sokan a legemlékezetesebb és legmegrázóbb pillanatnak neveznek a rajongók kollektív emlékezetében”. Az alkotók és kiadók részéről megfigyelhető volt a szándék, hogy sokkal komoly témákat is feldolgozzanak, még ha azt „a szuperhősök bizonyos fokig leegyszerűsített világán átszűrve is” mutatták be, de ez elég volt hozzá, hogy véget vessen „az ezüstkor könnyed és gondtalan” időszakának.
Peter Sanderson meglátása szerint 1986-ban kialakult egy úgynevezett „neoezüst-mozgalom”, melynek első képviselője Alan Moore író és Curt Swan rajzoló Whatever Happened to the Man of Tomorrow? című története volt, mely a bronzkorral szembeni ellenhatásként jött létre az ezüstkor alaptételeinek felélesztésével. Sanderson véleménye szerint minden egyes újabb generáció lázad az őt megelőzővel szemben. A neoezüst-mozgalmat kiváltó esemény a Crisis on Infinite Earths című minisorozat megjelenése volt, mely egy támadásként is értelmezhető az ezüstkor ellen. Több olyan alkotó, akik az ezüstkor során nem voltak jelen, olyan műveket hozott létre, melyek azonban ennek a letűnt korszaknak az elemeit olvasztották magukba.

## A korszak kiemelkedő művészei

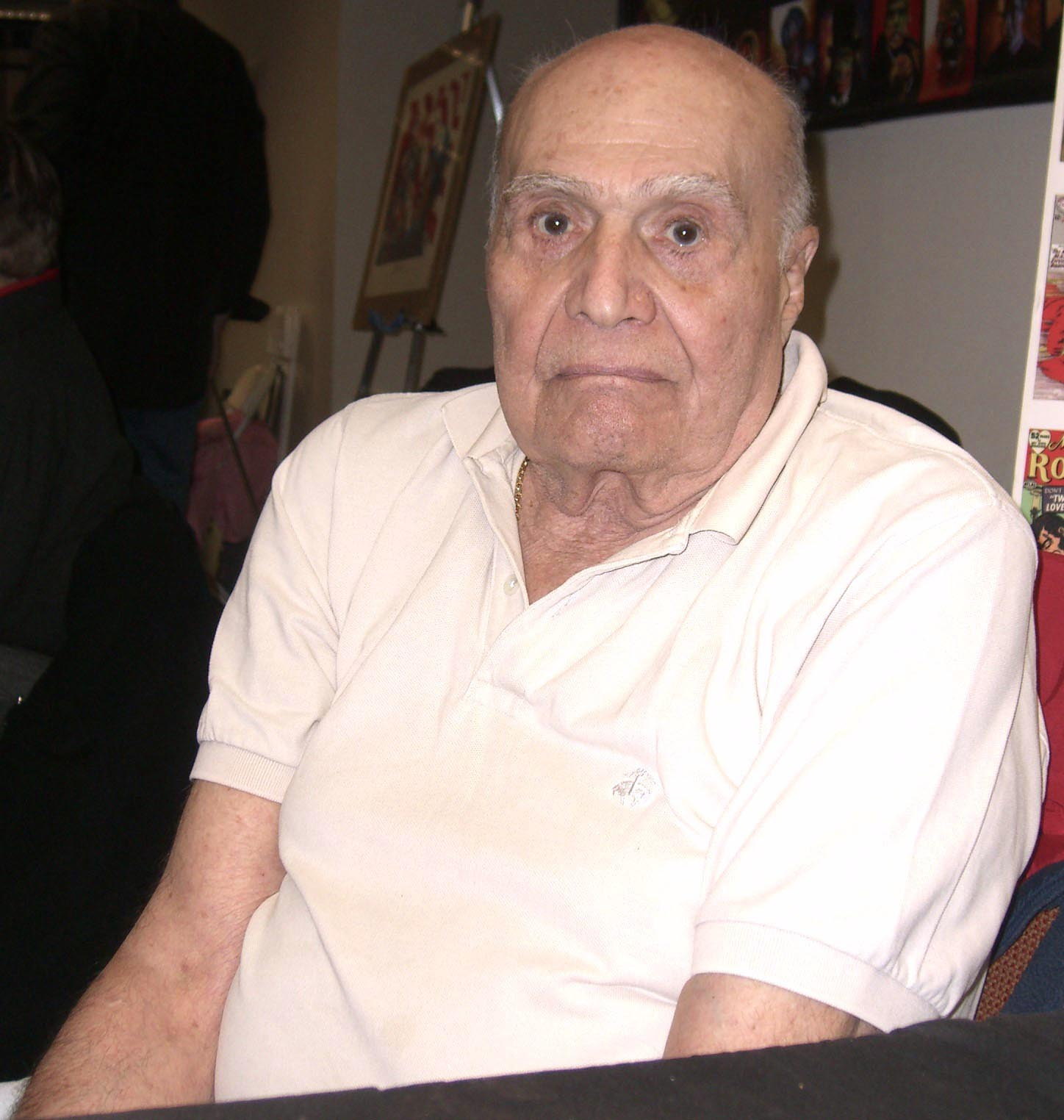
Carmine Infantino, az ezüstkor kezdetét jelző Showcase 4. számának rajzolója.

Arlen Schumer The Silver Age of Comic Book Art című könyvében Carmine Infantinónak a Flash sorozatán végzett munkáit emeli ki, mint a korszak képi világának jellegzetes képviselőjét, mely „simulékony és áramvonalas”. Az ezüstkor szintén jelentős rajzolói közé tartozik Gene Colan, Steve Ditko, Gil Kane, Jack Kirby, Joe Kubert és Curt Swan.
Neal Adams és Jim Steranko munkássága a képregényiparban drámai változásokat indított el az 1960-as években. Adams jelentős hatást gyakorolt a történetek képi szerkezetére az ábrázolásra. A The Village Voice írójának, R.C. Bakernek a véleménye szerint Neal Adams az Egyesült Államok legkiválóbb „előadója”. A rajzoló egyik kiemelkedő érdeme, hogy visszavezette a Batman-történetek világát eredeti, komoly gyökereihez a Batman című televíziós sorozat rövid életű camp-stílusának sikere után. John Strausbaugh Adams munkáin a mozdulatok, az arcok és az anatómia valósághű ábrázolásaiban a modern graphic novel jegyeit látja megjelenni.
Jim Steranko, aki az ezüstkorban nem jellemző módon igen gyakran írója és rajzolója is volt egyes sorozatoknak, az operatőrök által használt beállításokat és elbeszélő technikát is felhasználta alkotásaiban. Strausbaugh a Marvel egyik legkreatívabb alkotójának nevezte őt, akinek munkái az 1960-as években gyakran merítettek Salvador Dalí stílusából is. Steranko tusrajzolóként kezdte pályáját Jack Kirby mellett Nick Fury kalandjain, a Strange Tales című sorozat 135. számától. A füzet 155. számtól kezdődően Stan Lee Sterankóra bízta annak írását és rajzolását, aki rögtön az első tizenegy oldalas történetében eltúlzott James Bond-féle kémvilágot hozott létre a szereplő körül olyan kitalált szerkezetekkel mint például az „örvénysugár”, mely képes lebegtetni a tárgyakat; az „afónikus bomba”, mely hangtalanul robban; a „miniatűr elektromos elnyelő”, mely megvédte a sorozat főhősét az elektromosságtól; valamint a „Q-sugár gép”, mely megbontja a molekulák közötti kötéseket.

## A húsz legkeresettebb ezüstkori képregényfüzet
2008-ig a gyűjtők kereslete az ezüstkorból származó képregényfüzetek iránt növekedést mutatott. Ennek egyik lehetséges oka az lehet, hogy az aranykorból származó egyes füzetek már túl drágává váltak a baby boom-generációhoz tartozók számára, aki még fiatal korukból emlékeznek azokra. Az Amazing Fantasy 15. számát Pókember első szereplése miatt az ezüstkor képregényfüzeteinek „szent gráljaként” tartják számon. A Robert Overstreet által összeállított The Official Overstreet Comic Book Price Guide 38. számában az alább következő húsz képregényt jelölte meg, mint a gyűjtők által legkeresettebb példányokat.
| Cím                       | Szám | Megjelenés       | Kiadó         | Jelentősége                                                        |
| ------------------------- | ---- | ---------------- | ------------- | ------------------------------------------------------------------ |
| Amazing Fantasy           | 15.  | 1962. augusztus  | Marvel Comics | Pókember első megjelenése.                                         |
| Showcase                  | 4.   | 1956. október    | DC Comics     | Barry Allen, a Flash ezüstkori változatának első megjelenése.      |
| Fantastic Four            | 1.   | 1961. november   | Marvel Comics | A Fantasztikus Négyes első megjelenése.                            |
| The Amazing Spider-Man    | 1.   | 1963. március    | Marvel Comics | Pókember önálló füzetének első száma.                              |
| The Incredible Hulk       | 1.   | 1962. május      | Marvel Comics | A Hulk első megjelenése.                                           |
| The X-Men                 | 1.   | 1963. szeptember | Marvel Comics | Az X-Men első megjelenése.                                         |
| Showcase                  | 8.   | 1957. június     | DC Comics     | Barry Allen második megjelenése Flash-ként.                        |
| Journey Into Mystery      | 83.  | 1962. augusztus  | Marvel Comics | Thor első megjelenése.                                             |
| Showcase                  | 9.   | 1957. augusztus  | DC Comics     | Lois Lane első önálló története.                                   |
| The Flash                 | 105. | 1959. március    | DC Comics     | Az első Flash-képregény a Flash Comics 1949-es megszűnése óta.     |
| Tales of Suspense         | 39.  | 1963. március    | Marvel Comics | Vasember első megjelenése.                                         |
| The Brave and the Bold    | 28.  | 1960. március    | DC Comics     | Az Amerikai Igazságliga első megjelenése.                          |
| Adventure Comics          | 247. | 1958. április    | DC Comics     | Superboy találkozása a Szuperhősök Légiójával.                     |
| Justice League of America | 1.   | 1960. november   | DC Comics     | Az Amerikai Igazságliga önálló füzetének első száma.               |
| Showcase                  | 22.  | 1959. október    | DC Comics     | Hal Jordan, a Zöld Lámpás ezüstkori változatának első megjelenése. |
| Fantastic Four            | 5.   | 1962. július     | Marvel Comics | Fátum Doktor első megjelenése.                                     |
| Tales to Astonish         | 27.  | 1962. január     | Marvel Comics | Hank Pym első megjelenése.                                         |
| Fantastic Four            | 2.   | 1962. január     | Marvel Comics | A Fantasztikus Négyes második, a skrullok első megjelenése.        |
| Green Lantern             | 1.   | 1960. augusztus  | DC Comics     | A Zöld Lámpás önálló füzetének első száma.                         |
| The Amazing Spider-Man    | 2.   | 1963. május      | Marvel Comics | A Keselyű első megjelenése.                                        |